# Casas del Sol
Casas del Sol är en ort i Mexiko.   Den ligger i kommunen Oaxaca de Juárez och delstaten Oaxaca, i den sydöstra delen av landet, 400 km sydost om huvudstaden Mexico City. Casas del Sol ligger 1 625 meter över havet och antalet invånare är 219.
Terrängen runt Casas del Sol är kuperad åt sydväst, men åt nordost är den bergig. Runt Casas del Sol är det tätbefolkat, med 881 invånare per kvadratkilometer. Närmaste större samhälle är Oaxaca de Juárez, 4,9 km sydväst om Casas del Sol. Omgivningarna runt Casas del Sol är en mosaik av jordbruksmark och naturlig växtlighet.